# Averroës
Averroës (arabisk: ابوالوليد محمد بن احمد بن محمد بن رشد tr. Abū l-Walīd Muhammad ibn Ahmad ibn Muhammad ibn Rushd, Averroes, Averrhoës eller Ibn Rushd, født 1126 i Córdoba, død 11. december 1198 i Marrakech) var en spansk-marokkansk filosof, læge og mystiker.
Averroës virkede i Vesten og var middelalderens mest betydelige arabiske filosof. Han var påvirket af nyplatonismen og tilhænger af Aristoteles.
Vi kan takke Averroës og Avicenna for, at mange af antikkens skrifter og meget af dens tankegods er bragt videre til vore dage. Han skrev en medicinsk encyklopædi og udlægninger af næsten alle Aristoteles' værker.
Thomas Aquinas, som Averroës havde stor indflydelse på, kaldte ham Kommentatoren (af Aristoteles, som Thomas kaldte Filosoffen).